# Паскачићи
Паскачићи су српска срењовјековна племићка породица. Служили су цару Душану, цару Урошу и Мрњавчевићима.

## Историја
Оснивач породице је Паскач. Његов двор се налазио у Славишту. Он је био кнез Славишта и кефалија Псаче за вријеме Стефана Душана. Заједно са својом породицом подигао је Манастир Светог Николе који се налази на његовом посједу у Псачи. Данас у манастиру се налази фреска која приказује све чланове породице Паскачић. Паскача наслеђује син Влатко као кнез Славишта. Послије смрти цара Душана, велики феудалци преузимају власт у држави. Послије смрти моћног кнеза Војислава Војиновића, најјачи господари постају Мрњавчевићи.. Тада почиње успон Паскачића. Влатко Паскачић уз подршку Мрњавчевића, преузима власт над великом облашћу између Врања и Криве Паланке, која је до тад била у посједу Дејановића. Влатко добија титулу Севастократора, а његов малолетни син Урош постаје Кесар.Вукашин Мрњавчевић 1365. постаје краљ Срба и Грка. Од тада се Влатко назива „севастократор се српске земље“. Титула севастократора и кесара упућује на то да су Паскачићи можда били у некој родбинској везик са Немањићима. Влатков син Угљеша, владао је Сурдулицом, Врањом и Прешевом. Био је веома близак Деспоту Стефану Лазаревићу. Сматра се да је учествовао у бици код Ангоре.

## Породично стабло
- Паскач

- Влатко

- Стефан
- Угљеша

- Стефан

- Урош